# Ray Cazaux
Raymond „Ray” Cazaux (ur. 3 lipca 1917 w Liverpoolu, zm. 11 września 1999 w Leeds) – brytyjski zapaśnik walczący w stylu wolnym. Dwukrotny olimpijczyk. Odpadł w eliminacjach w Berlinie 1936, a w Londynie 1948 zajął piąte miejsce. Startował w kategorii 56 kg.
Brązowy medalista igrzysk wspólnoty narodów w 1938, gdzie reprezentował Anglię.
Dziewięciokrotny mistrz kraju w: 1936, 1937, 1939, 1940, 1941, 1948 (58 kg), 1949, 1950, 1951 (63 kg).
- Turniej w Berlinie 1936

Pokonał Japończyka Kōjirō Tambe a przegrał z Johannesem Herbertem z Niemiec i Ahmetem Cakiryildizem z Turcji. 
- Turniej w Londynie 1948

Wygrał z Francisco Vicerą z Filipin i Sadem Hafizem Szihatą z Egiptu, a przegrał z Geraldem Leemanem z USA.